# Биљана Талић
Биљана Талић (Приштина, 29. маја 1977) српска је глумица. Стална је чланица ансамбла Краљевачког позоришта.

## Каријера
У свом родном граду била је чланица Позоришта младих са дечијом и луткарском сценом у периоду од 1998. до 2011, док је у међувремену играла и на сцени театра КПГТ. У Краљевачком позоришту почела је да игра 2005, у својству гостујуће глумице, а од 2011. је у сталном ангажману у тој установи културе. Током тог периода укључила се у рад са децом и младим глумцима.

## Позоришне представе
- Вина и пингвина
- Гласине[3]
- Гнев Божји
- Да ли је то била шева
- Заборавни Деда Мраз
- Звезда луталица
- Ивица и марица
- Једва стече зета
- Миса у а-молу
- Меца и деца
- Новогодишња чуда
- Ожалошћена фамилија
- Перпетуум мобиле
- Play Андрић или људи о којима се не може много казати
- Псовање публике
- Ружно паче
- Самоубиствена пепељуга
- Следећи идиот
- Смрт у кући
- У гостима код Деда Мраза
- Чаробњак из Оза
- Чувари природе